# Фрунзенське
Фру́нзенське (каз. Фрунзе) — село у складі Денисовського району Костанайської області Казахстану. Адміністративний центр Красноармійського сільського округу.
Населення —  (2021; 1617 у 2009, 1767 у 1999,  у 1989).